# (9447) Julesbordet
(9447) Julesbordet est un astéroïde de la ceinture principale.
Il a été nommé en hommage à l'immunologiste et microbiologiste belge Jules Bordet, lauréat du prix Nobel de médecine en 1919.

## Description
(9447) Julesbordet est un astéroïde de la ceinture principale. Il fut découvert le 3 mai 1997 à La Silla par Eric Walter Elst. Il présente une orbite caractérisée par un demi-grand axe de 2,75 UA, une excentricité de 0,15 et une inclinaison de 9,9° par rapport à l'écliptique.

## Compléments